# 1738 en architecture
| Années de l'architecture : 1735 - 1736 - 1737 - 1738 - 1739 - 1740 - 1741    |
| Décennies de l'architecture : 1700 - 1710 - 1720 - 1730 - 1740 - 1750 - 1760 |

Cet article présente les faits marquants de l'année 1738 en architecture.

## Réalisations
- Début de construction du Nouvel arsenal de Mayence.

## Événements
- x

## Récompenses
- Prix de Rome (sujet : « l'entrée ou plutôt une porte d'entrée à une grande ville, entourée d'un fossé de vingt toises de largeur, avec un pont pour traverser le fossé et dans la ville une rue qui réponde à la magnificence ») : Nicolas Marie Potain (premier prix) ; Jean-Baptiste Courtonne (troisième prix).

## Décès
- Jean-Baptiste Franque (° 1678).